# Bruce Liu
Bruce Liu, właśc. Liu Xiaoyu (chiń. upr. 刘晓禹; pinyin Liú Xiǎoyǔ; ur. 8 maja 1997 w Paryżu) – kanadyjski pianista pochodzenia chińskiego, zwycięzca XVIII Międzynarodowego Konkursu Pianistycznego im. Fryderyka Chopina w Warszawie (2021).

## Życiorys
Ukończył Konserwatorium Muzyczne w Montrealu w klasie fortepianu Richarda Raymonda. W 2021 roku studiował pod kierunkiem Đặng Thái Sơna. Na swoje angielskie imię (Bruce) zdecydował się z powodu podobieństwa w wyglądzie do Bruce'a Lee.
Występował z takimi zespołami, jak: Cleveland Orchestra, Izraelska Orkiestra Filharmoniczna, Montreal Symphony Orchestra czy Orkiestra Obu Ameryk.
Dwukrotnie odbył tournée po Chinach z Narodową Orkiestrą Symfoniczną Ukrainy i Orkiestrą Symfoniczną Lwowskiej Filharmonii Obwodowej, dając koncerty w czołowych chińskich ośrodkach. Występował także z Orchestre Lamoureux w Sali Gaveau w Paryżu.
Jest zwycięzcą XVIII Międzynarodowego Konkursu Pianistycznego im. Fryderyka Chopina w Warszawie (2021). Zdobył tam uznanie i jurorów i publiczności, która nagradzała jego występy owacjami na stojąco. Według Doroty Szwarcman już od I etapu demonstrował „wirtuozerię, a zarazem polot i wdzięk”. Podkreślano również techniczną lekkość jego gry. Już przed finałem, w którym zagrał Koncert e-moll był głównym pretendentem do pierwszej nagrody. W doborze repertuaru Liu skupiał się na wczesnych dziełach Chopina, napisanych w stylu brillant, dlatego jego wykonanie określane było jako radosne i pogodne.
Jest też laureatem lub finalistą kilku innych międzynarodowych konkursów, m.in. Międzynarodowego Konkursu Pianistycznego w Sendai, Międzynarodowego Konkursu Muzycznego w Montrealu i Międzynarodowego Mistrzowskiego Konkursu Pianistycznego im. Artura Rubinsteina w Tel Awiwie.

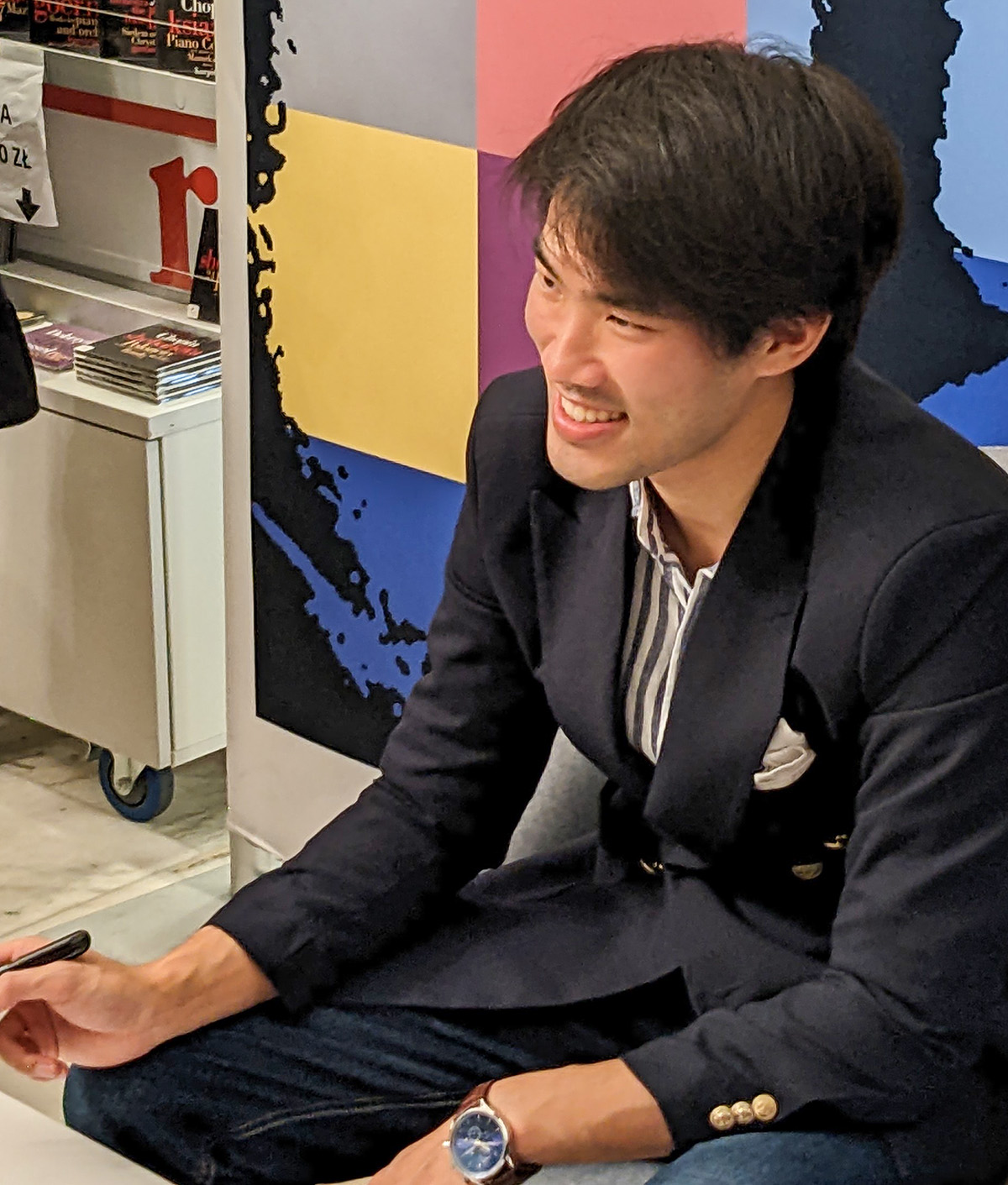
Bruce Liu podpisujący płyty podczas festiwalu Chopin i jego Europa 2022

W listopadzie 2021 wytwórnia Deutsche Grammophon wydała album Frédéric Chopin. Bruce Liu – Winner of the International Fryderyk Chopin Piano Competition 2021, zawierający nagrania z Konkursu, który w Polsce uzyskał certyfikat złotej płyty. W styczniu 2022 ukazała się komplementarna płyta z pozostałymi nagraniami Chopin: Piano Concerto in E minor, Sonata in B flat minor, Ballade in F major, Rondo à la Mazur, wydana przez Narodowy Instytut Fryderyka Chopina, która w lipcu 2024 także uzyskała złoty certyfikat za sprzedaż ponad 5 000 egzemplarzy.
W marcu 2022 Liu podpisał kontrakt płytowy z Deutsche Grammophon, zapowiadając jednocześnie przygotowanie nagrań utworów Chopina, Rameau i Czajkowskiego.
W sierpniu 2022 Liu wystąpił trzykrotnie na festiwalu Chopin i jego Europa w Warszawie, m.in. wykonując po raz pierwszy Wariacje op 2. Chopina na fortepianie historycznym, a także prezentując swoją interpretację Koncertu f-moll Chopina.
W listopadzie 2023 ukazała się pierwsza płyta studyjna Liu zatytułowana Waves: Music by Rameau, Ravel, Alkan, zawierająca muzykę Jeana-Philippe'a Rameau, Maurice'a Ravela i Charles'a-Valentina Alkana.